# Sally Swift
Sarah Rodman Swift (* 20. April 1913; † 2. April 2009), bekannt unter dem Namen Sally Swift, war eine amerikanische Reitlehrerin und die Begründerin des Centered Riding.

## Leben
Sally Swift wuchs in Hingham, Massachusetts auf. Sie war als herkömmliche Reitlehrerin tätig, bevor sie 1947 den Bachelor of Science im Fach Agrarwirtschaft an der Cornell University erhielt. Sie arbeitete bis zu ihrer Rente im Jahr 1975 für die Holstein Association USA, einen Rinderzuchtverband.

## Leistungen
Swift begründete die Reitweise Centered Riding. Nach der frühen Diagnose einer Skoliose erhielt sie schon im Kindesalter Unterricht, um ihr Körpergefühl zu schulen, und trainierte nach der Alexander-Technik. Ihre so erworbenen Kenntnisse übertrug sie auf das Reiten und entwickelte das Centered Riding. Swifts Methode soll die Balance des Reiters verbessern und sein Bewusstsein schärfen. Um das zu erreichen, werden mentale Bilder benutzt. Die Methode des Centered Riding besteht aus 4 Basics: den sanften Augen, der Atmung, der Balance und dem Zentrieren. Swift ist die Begründerin der Organisation Centered Riding Inc.

## Ehrungen
1997 erhielt Sally Swift den Lifetime Achievment Award des American Riding Instructor Certification program. Zudem erhielt sie 2006 einen Platz in der United States Dressage Foundation’s Hall of Fame. 2008 gewann Sally Swift den Equine Industry Vision Award von Pfizer Animal Health und American Horse Publications. Im Jahr 2010 wurde sie posthum mit dem The Richard E. McDevitt Award of Merit der United States Equestrian Federation geehrt.

## Werke
- Centered Riding. St. Martin’s/Marek, New York 1985, ISBN 0-312-12734-0.
- Centered Riding 2: further exploration. Trafalgar Square Pub., North Pomfret 2002, ISBN 1-570-76226-0.